# Sphaerostephanos arfakianus
Sphaerostephanos arfakianus är en kärrbräkenväxtart som först beskrevs av Bak., och fick sitt nu gällande namn av Holtt. Sphaerostephanos arfakianus ingår i släktet Sphaerostephanos och familjen Thelypteridaceae. Inga underarter finns listade.